# Ratsafari
Ratsafari, Mustaschs andra fullängdare, släpptes i september 2003. Albumet producerades av Jacob Hellner (Rammstein, Clawfinger, Paradise Lost med flera) och banade väg för det stora genombrottet. Plattan innehåller bland annat Black City, Monday Warrior, Ratsafari och 6:36. Den sistnämnda handlar om en morgon på Roskildefestivalen.

## Låtlista
1. Stinger Citizen - 3:12
2. Black City - 2:35
3. Unsafe at Any Speed - 4:34
4. Ratsafari - 4:21
5. 6:36 - 4:45
6. Deadringer - 3:20
7. Fredrika - 4:59
8. Alpha Male - 3:39
9. Mareld - 1:29
10. Lone Song (Reclusion) - 4:26
11. Monday Warrior - 4:53

## Banduppsättning
- Ralf Gyllenhammar, sång och gitarr
- Hannes Hansson, gitarr
- Mats Hansson, trummor
- Stam Johansson, bas